# Astragalus nelidae
Astragalus nelidae là một loài thực vật có hoa trong họ Đậu. Loài này được Gómez-Sosa miêu tả khoa học đầu tiên năm 1988.